# Loge Cura et Vigilantia
Loge Cura et Vigilantia, vertaald Voorzorg en Waakzaamheid, was een vrijmetselaarsloge in Paramaribo werkende onder het Grootoosten der Nederlanden.
Cura et Vigilantia werd gesticht door en was alleen bestemd voor militairen, waarmee ze het voorbeeld van de eveneens gespecialiseerde loge La Solitaire volgde die een jaar eerder was opgericht en alleen magistraten onder haar leden kende. Het verzoek tot oprichting van de loge werd door de grootloge in Nederland in 1776 per kerende post positief beantwoord. De loge verbleef de eerste jaren in het pand van Jan Nepveu aan de Gravenstraat, waar zich later de loge Concordia vestigde.
Cura et Vigilantia was een ambulante loge, wat wil zeggen dat ze geen vaste standplaats had.
Vrijmetselarij · Beginselen · Geschiedenis · Symbolen · Vrijmetselaarsloge · Ordegrondwet · Obediëntie · Regulariteit en irregulariteit · Ritus · Graden · Grootmeester · Gemengde vrijmetselarij · Para-vrijmetselarij · Antivrijmetselarij · Vrijmetselarij in Nederland · Vrijmetselarij in België · Internationale vrijmetselarij
>>> Meer info op Portaal:Vrijmetselarij <<<